# Калачинск (аэродром)
Посадочная площадка "Калачинск" — учебный аэродром в Калачинском районе Омской области, в 2 км южнее границы города Калачинска, в 72 км восточнее границы города Омска.
Предназначен для базирования и выполнения полётов вертолётами Омского лётно-технического колледжа гражданской авиации, среди которых: Ми-8 и Ми-171, Bell 407, Eurocopter AS350-B2, в соответствии с учебным планом.

## Авиационные происшествия
- 17 сентября 2012 года два вертолета Ми-8 Омского лётно-технического колледжа им. А.В. Ляпидевского столкнулись друг с другом при посадке[1][2][3].